# Olga Bongiovanni
Olga Bongiovanni (Capinzal, 16 de agosto de 1954) é uma apresentadora e jornalista brasileira.

## Carreira
Em 1974 iniciou a carreira na Rádio Movimento, na cidade de Curitibanos, onde foi chamada às pressas para substituir a apresentadora do programa Histórias dos Municípios, que ainda trabalhava com o sistema AM. No ano seguinte, em 1975, se transferiu para a Rádio Independência – que posteriormente viria a se chamar Rádio Cidade –, onde apresentou um programa com seu nome, sendo sua primeira experiência com a rádio FM. Em 1978 assumiu o departamento de jornalismo da emissora, além de apresentar o programa musical e de entrevistas Almoço com Música. Em 1982 foi contratada pela TV Tarobá, onde se tornou repórter em Cascavel do Jornal Tarobá 2ª edição. Após dez anos na emissora, transfere-se para a CNT, buscando um maior alcance de seu trabalho, voltando para a TV Tarobá apenas em 1997 após receber o convite para se tornar âncora principal do jornal noturno do qual começou. Em 1999 Olga é convidada pela Band para comandar seu próprio programa de variedades, fazendo sua estreia fora do jornalismo no comando do Programa Olga Bongiovanni diariamente, durante as manhãs.
Em 2001, apesar da boa recepção da crítica, o programa é substituído pelo retorno do Dia Dia, continuando com Olga na apresentação e ocupando a mesma faixa de horário. No mesmo ano emissora chegou a anunciar que Olga também estrelaria um programa noturno no horário nobre, paralelamente ao matutino, porém a ideia foi abortada quando a direção do canal desistiu de cancelar o Programa H, que ocupava a vaga. Durante os anos em que esteve na Band chegou a ser uma das artistas que mais ganhava com merchandising, embolsando em torno de R$ 200 mil mensais apenas com anunciantes e ultrapassando os rendimentos de Ana Maria Braga.  No final de 2003 o contrato de Olga não foi renovado e, em 2004, a apresentadora deixou a emissora, sendo substituída por Viviane Romanelli. No mesmo ano começou a negociar com a Rede Record, porém acabou assinando com a RedeTV!, alegando que teria um programa com mais horas de exibição e o salário dobrado. Em 22 de maio de 2004 assume o comando do Bom Dia Mulher, além de estrear também o Sabor e Saúde, ambos durante a manhã, totalizando quatro horas seguidas ao vivo. Concorrendo diretamente no mesmo horário de seu programa antigo, Olga conseguiu melhores índices, conquistando o quarto lugar na audiência, que antes era da Band.
Em 2009, após cinco anos na emissora, decide não renovar o contrato, alegando que gostaria de trabalhar outro formato. Em 31 de julho assina com a TV Aparecida e volta com o Programa Olga Bongiovanni, porém em um molde diferenciado de antes, com um programa de entrevistas diário, exibido nas tardes do canal. Em 2010 pede demissão para assinar com a TV Gazeta, substituindo Ione Borges no Manhã Gazeta. Em 2011 deixa o programa, alegando desgaste pessoal. Em 2012 realiza seu primeiro trabalho na internet ao assinar com o portal UOL e começar a apresentar o Casa da Olga. Em 2013 aceita a proposta para retornar à TV Tarobá, em Cascavel, afiliada da Band do Paraná, onde estreia o programa Atualidades, uma revista eletrônica mesclando jornalismo e variedades. Além disso também passou a apresentar um programa de entrevistas na Rádio Colmeia. Em março de 2019, deixou a TV Tarobá e assinou com a RedeTV! para comandar o programa Olga, que permaneceu no ar apenas até 27 de janeiro de 2020.Em maio de 2021, retorna a TV apresentando o Divina Receita, na TV Evangelizar toda segunda e quarta, das 11h45 às 12h.Além de ter um programa semanal na rádio CBN Cascavel chamado Revista CBN, ao vivo todo sábado das 10h às 12h. Em janeiro de 2024, o Divina Receita deixa a programação, e Olga passa a abordar novos assuntos, além de culinária. Assim estreia o Programa Olga Bongiovanni, indo ao ar todo sábado às 8h30 às 9h. Nesta nova atração, além da casa da apresentadora, ela também viaja o país para conhecer histórias inspiradoras e criativas, envolvendo turismo, meio ambiente e culinária. 

## Filmografia

### Televisão
| Ano            | Título                    | Cargo         |
| -------------- | ------------------------- | ------------- |
| 1982–92        | Jornal Tarobá 2ª edição   | Repórter      |
| 1992–96        | CNT Jornal                | Repórter      |
| 1997–99        | Jornal Tarobá 2ª edição   | Apresentadora |
| 1999–01        | Programa Olga Bongiovanni | Apresentadora |
| 2001–04        | Dia Dia                   | Apresentadora |
| 2004           | Sabor e Saúde             | Apresentadora |
| 2004–09        | Bom Dia Mulher            | Apresentadora |
| 2009–10        | Programa Olga Bongiovanni | Apresentadora |
| 2010–11        | Manhã Gazeta              | Apresentadora |
| 2013–19        | Atualidades               | Apresentadora |
| 2019–20        | Olga                      | Apresentadora |
| 2021–24        | Divina Receita            | Apresentadora |
| 2024– presente | Programa Olga Bongiovanni | Apresentadora |

### Internet
| Ano           | Título        | Cargo         | Plataforma |
| ------------- | ------------- | ------------- | ---------- |
| 2012          | Casa da Olga  | Apresentadora | UOL        |
| 2016–presente | Canal da Olga | Apresentadora | YouTube    |

## Rádio
| Ano           | Título                    | Cargo         | Nota                  |
| ------------- | ------------------------- | ------------- | --------------------- |
| 1974–75       | Histórias dos Municípios  | Apresentadora | Movimento FM          |
| 1975–78       | Olga Bongiovanni          | Apresentadora | Rádio Cidade Cascavel |
| 1978–82       | Almoço com Música         | Apresentadora | Rádio Cidade Cascavel |
| 2013–19       | Programa Olga Bongiovanni | Apresentadora | Rádio Colmeia         |
| 2021–presente | Revista CBN               | Apresentadora | CBN Cascavel          |

## Prêmios e indicações
| Ano  | Prêmio                          | Categoria                      | Indicação        | Resultado | Ref.   |
| ---- | ------------------------------- | ------------------------------ | ---------------- | --------- | ------ |
| 2001 | Prêmio Terra: Melhores e Piores | Melhor apresentadora           | Olga Bongiovanni | Venceu    | [ 28 ] |
| 2001 | Prêmio TV Press                 | Melhor apresentadora           | Olga Bongiovanni | Venceu    | [ 29 ] |
| 2003 | Prêmio O Desbravador            | Medalha de Honra (Filantropia) | Olga Bongiovanni | Venceu    | [ 30 ] |